# Dick Buek
Richard Carl „Dick“ Buek (* 4. November 1929 in Oakland, Kalifornien; † 3. November 1957 am Donner Lake, Kalifornien) war ein US-amerikanischer alpiner Skirennläufer und späterer Stuntpilot. Buek war mit der Skirennläuferin Jill Kinmont verlobt, deren Lebensgeschichte in dem Hollywoodfilm Die Kehrseite der Medaille verfilmt wurde, und starb im Alter von 27 Jahren bei einem Flugzeugabsturz.

## Leben
Buek wurde als Jugendlicher von Skiweltmeister Hannes Schroll trainiert und trainierte im Skigebiet Sugar Bowl.
Buek, der als „The Madman of Donner Summit“ bekannt war, zeigte eine „Alles aufs Spiel setzen“-Einstellung, die ihm in vielen Abfahrtsrennen Erfolg brachte. Im Alter von 18 Jahren war er bereits ein ernst zu nehmender Rennläufer, der 1948 beim Inferno Race am Mount Lassen einen glatten Durchmarsch hinlegte. 1949 gewann er das Silver Dollar Derby und den Abfahrtsmeistertitel der Far West Ski Association. Als Mitglied der Olympiamannschaft von 1952 wurde Buek Zwölfter in der Abfahrt von Norefjell. Im selben Jahr wurde er Landesmeister in der Abfahrt und 1954 gewann er einen zweiten Landesmeistertitel in der Abfahrt. Seine Bilanz umfasste zwei zweite, einen dritten und einen vierten Platz bei nationalen Meisterschaften.
Buek schien furchtlos zu sein und zahlte dafür einen hohen Preis. Er erlitt zwei Rückenbrüche, einen davon bei einem Motorradunfall im Jahr 1953, bei dem sein Bein, sein Becken und seine Schulter zertrümmert wurden. Bei den nationalen Meisterschaften in Aspen im folgenden Winter konnte er sein rechtes Knie nur noch um sechzig Grad beugen. Stifte in der linken Schulter behinderten seine Haltung. Obwohl er das Rennen gewann, wurde er nicht für die Weltmeisterschaft 1954 in Schweden nominiert.
1974 wurde Buek in die National Ski Hall of Fame aufgenommen.

## Tod
Buek starb im Alter von 27 Jahren, als er über dem Donner Lake abstürzte. Laut Mary Ann Haswell, einer engen Freundin, die einen früheren Absturz mit Buek in den See überlebte, „sagte Dick immer, dass er niemals 28 Jahre alt werden würde“. Berichten zufolge schleppten Buek und Haswell zum Zeitpunkt des ersten Absturzes Wasserskifahrer ab. Zum Zeitpunkt des zweiten Absturzes, so erinnert sich Haswell, „starb Dick ein paar Tage vor seinem Geburtstag“.
Buek saß nicht am Steuer des Flugzeugs, in dem er ums Leben kam. Es war die Maschine eines Freundes, dem Buek gerade eine Flugstunde gab. Die Tragflächen vereisten und das Flugzeug stürzte geradewegs ins eiskalte Wasser.
„Dick war ein dynamischer Mensch und seiner Zeit voraus, wenn es darum ging, die Grenzen des Extremismus auszuloten“, erinnert sich Haswell. „Es war großartig, mit ihm zusammen zu sein, auch wenn es nur für so kurze Zeit war“.
Buek liegt auf dem Mountain View Friedhof in Oakland, Kalifornien, begraben. Er wurde von Oakley Hall in Halls Roman The Downhill Racers beschrieben und von Beau Bridges im Film Die Kehrseite der Medaille dargestellt.